# Martin-Luther-Kirche (Spittal an der Drau)

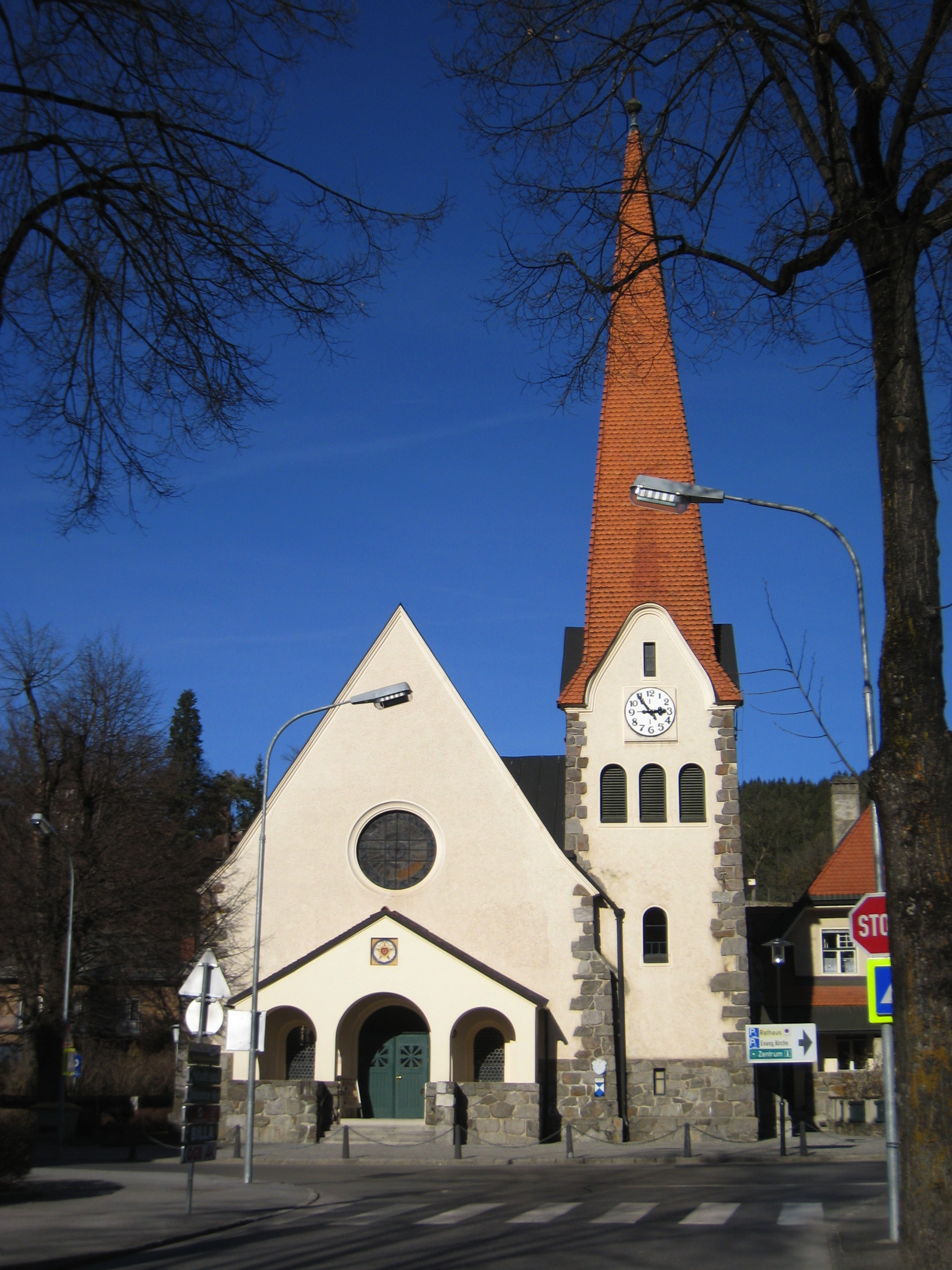
Martin-Luther-Kirche

Die evangelische Martin-Luther-Kirche in Spittal an der Drau wurde 1908/09 nach Plänen von Clemens Kattner und Gustav Knell aus Wien erbaut.

## Geschichte
Seit 1904 wirkte Julius Schacht als Vikar in Spittal. 1904 wurde Spittal zur Filialgemeinde von Unterhaus, 1921 zur eigenständigen evangelischen Pfarrgemeinde. Das Gemeindegebiet umfasste die Gegend um Spittal, das Mölltal sowie von 1925 bis 1954 ganz Osttirol.

## Kirche
Die Kirche steht auf einem Bruchsteinmauersockel und besitzt an allen Bauteilen eine deutliche Eckquaderung aus Naturstein. Vor der markanten steilgiebeligen Eingangsfassade steht eine dreiachsige Vorhalle. Der leicht eingestellte seitliche Turm mit abgerundeten Uhrgiebeln wird von einem vierseitigen, sehr spitzen Helm bekrönt. Im Inneren streckt sich ein kassettiertes, hölzernes Trapezgewölbe über dem Schiff. Die eingezogene Apsis ist halbkuppelig gewölbt. An den drei Apsisfenstern ist ein segnender Christus sowie eine gesegnete Familie dargestellt.

## Pfarrhaus
Das seitlich an die Kirche angebaute, villenartige Pfarrhaus mit mächtigem Schopfwalmdach wurde mit der Kirche errichtet. 1976 errichtete man hinter Kirche und Pfarrhaus ein neues Gemeindezentrum nach Plänen der Architekten Egerer, Kienzl und Sautner.